# دير مهدي (الحديدة)
دير مهدي هي إحدى قرى مديرية المغلاف، التابعة لمحافظة الحديدة اليمنية، يبلغ تعداد سكانها أكثر من 7000 نسمة حسب الإحصاء الذي أجري داخل القرية عام 2023.